# 七重浜駅

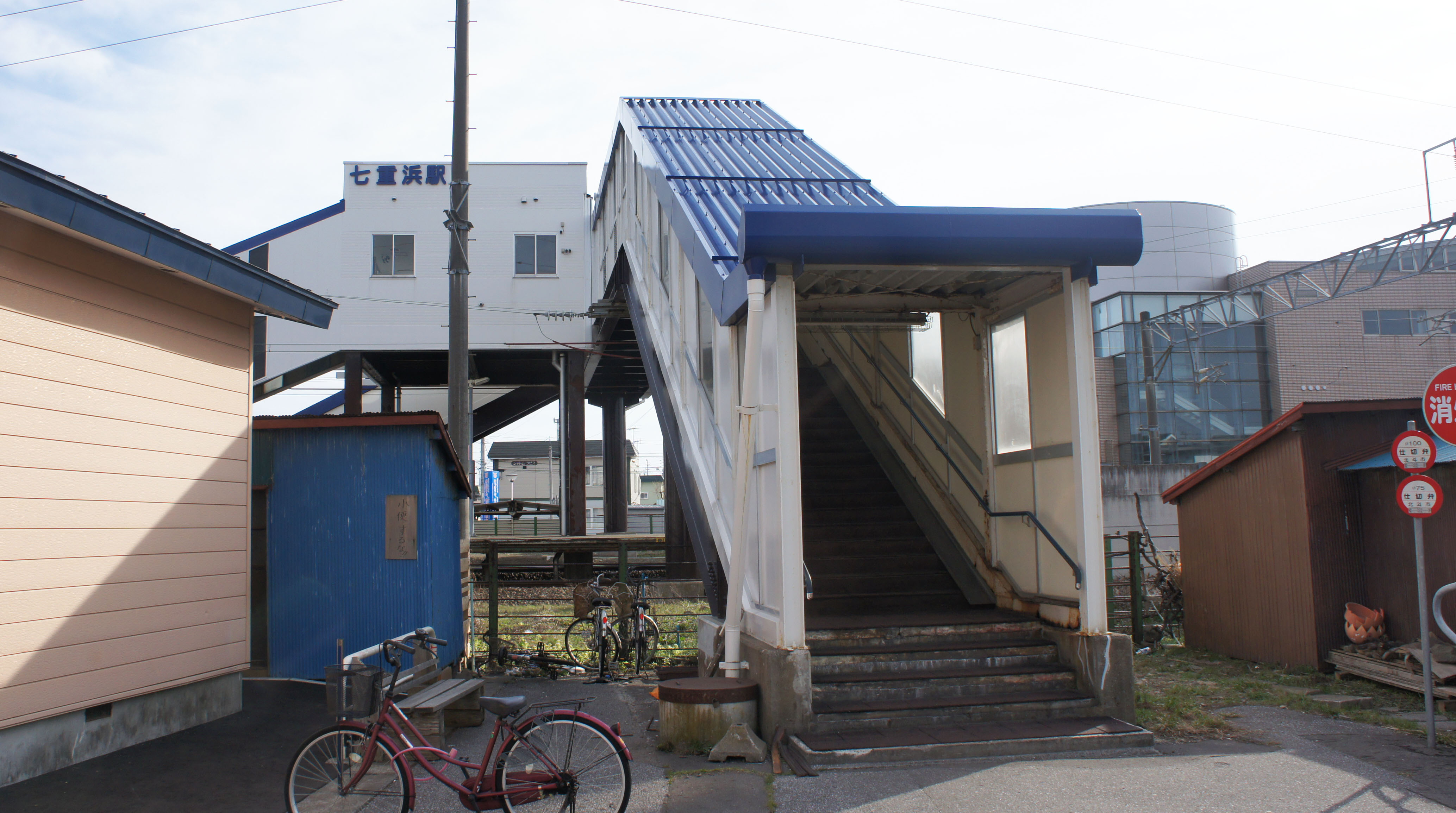
北口（2019年4月）

七重浜駅（ななえはまえき）は、北海道（渡島総合振興局）北斗市七重浜2丁目にある道南いさりび鉄道線の駅。電報略号はナハ。駅番号はsh11。日本国有鉄道・JR北海道における事務管理コードは▲141401。

## 歴史

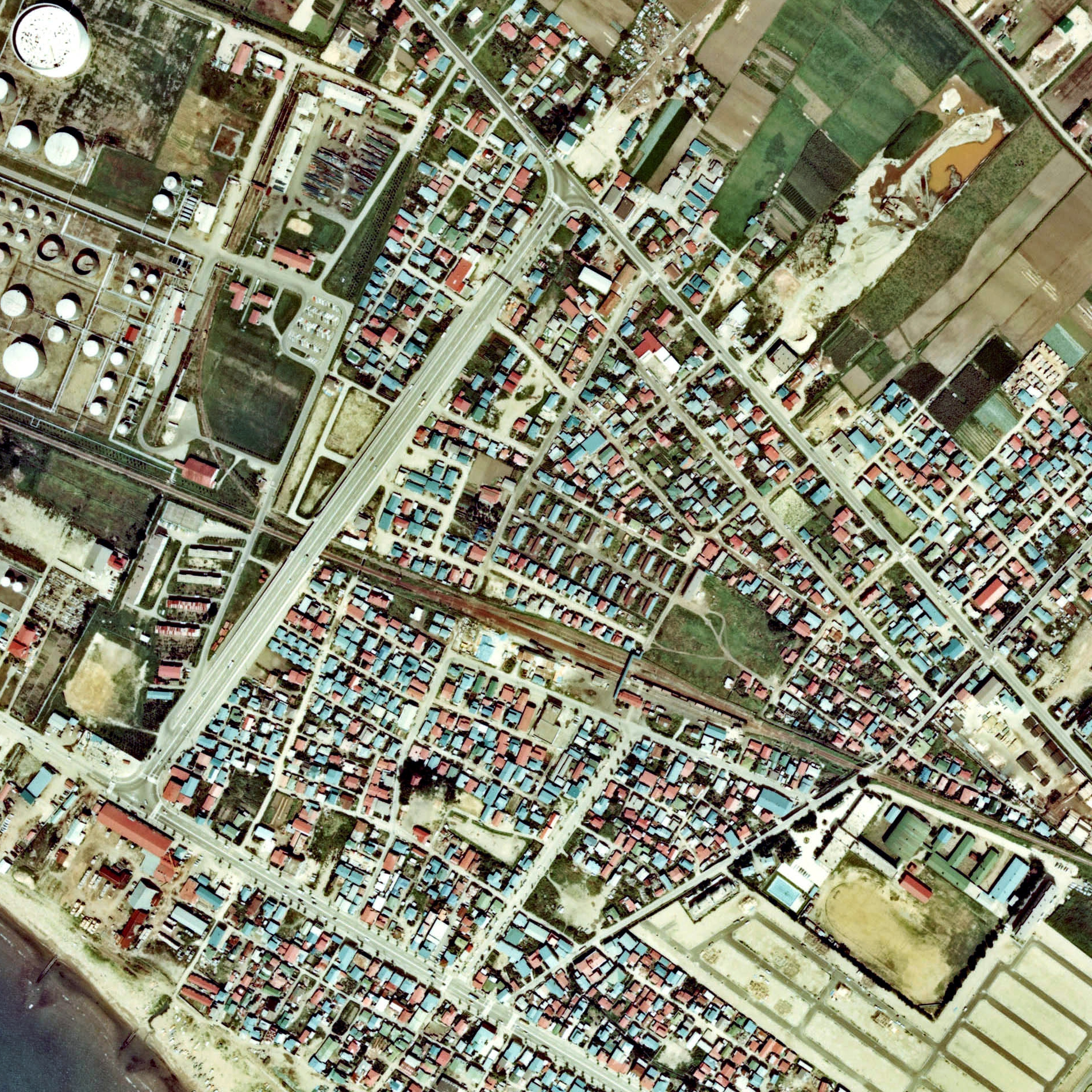
1976年の七重浜駅と周囲約1km範囲。左が江差方面。どちらも島状の相対式ホーム2面2線を有し、下りホームと駅舎間には貨物積卸線、駅裏には左上のアジア石油（当時）函館製油所向け専用線用の留置線が2本ある。駅舎横には駅裏との連絡用に自由通路の跨線人道橋が設置されている。後に駅舎前の貨物積卸線は、函館方が切られて駅舎横までの引込線となった。

- 1926年（大正15年）6月21日：国有鉄道（鉄道省）上磯線の旅客駅として開業[5][1][3]。
- 1933年（昭和8年）12月5日：貨物荷物取扱開始。一般駅となる[7]。
- 1936年（昭和11年）11月10日：上磯線が江差線に改称[8]。
- 1949年（昭和24年）6月1日：日本国有鉄道法施行に伴い、日本国有鉄道（国鉄）に移管。
- 1954年（昭和29年）9月26日：洞爺丸事故において国鉄救難本部へ遭難者漂着を報告。
- 1956年（昭和31年）11月：北日本石油函館製油所（現・コスモ石油函館物流基地）[注釈 1]操業開始に伴い専用線使用開始[9]。一般駅に変更。
- 1979年（昭和54年）3月14日：木造駅舎より鉄筋平屋建てに改築[1]。「七重浜駅改築記念乗車券」が発売される。
- 1981年（昭和56年）5月28日：専用線発着を除く車扱貨物の取扱いを廃止[10]。
- 1984年（昭和59年）2月1日：貨物・荷物の取扱いを全廃[10]。
- 1986年（昭和61年）12月1日：橋上駅舎新設。国鉄青函船舶鉄道管理局管内で初の橋上駅となった[1]。
- 1987年（昭和62年）4月1日：国鉄分割民営化に伴い、北海道旅客鉄道（JR北海道）に承継[10]。
- 1988年（昭和63年）3月13日：海峡線（津軽海峡線）開業に伴い[11]、当駅を含む江差線の五稜郭駅 - 木古内駅間が電化（交流20,000V・50Hz）。
  - この開業に伴い、貨物列車の待避などを考慮して駅構内の有効長を拡大（構内の待避線を延伸）するなどの工事が実施される。同時に、相対式ホーム2面2線から島式ホーム1面2線に変更される。
- 1998年（平成10年）4月1日：業務委託駅となる[1]。はこだて開発（後のジェイ・アールはこだて開発）が業務を受託。
- 2014年（平成26年）10月1日：業務委託先のジェイ・アールはこだて開発が北海道キヨスクに吸収合併され、法人格消滅[報道 1]に伴い、受託先が北海道ジェイ・アール・サービスネットに変更。
- 2016年（平成28年）3月26日：北海道新幹線新青森駅 - 新函館北斗駅間開通に伴い[報道 2][報道 3]、当駅を含む江差線の五稜郭駅 - 木古内駅間がJR北海道から経営分離され、道南いさりび鉄道に移管[報道 4]。江差線は「道南いさりび鉄道線」に改称され[報道 5]、当駅はこれに合わせて無人駅となる[12]。
- 2017年（平成29年）12月：旧駅舎が解体される。

### 駅名の由来
アイヌ語の「ヌアンナイ」（豊かな沢）に由来する。七飯駅と由来が同じであり、区別のために「浜」を付したとされる。

## 駅構造
島式ホーム1面2線を持つ地上駅。列車は基本的に1番のりばを発着するが、待避などを行う場合は2番のりばを発着する。元々は2面2線の相対式ホームだったが、津軽海峡線開業に伴い貨物列車が交換することになり、有効長の関係から現在の島式ホームとなった。ホームとは跨線橋による連絡を行なう。
橋上駅舎を有する。旧駅舎は駅長事務室として使用され、トイレ部はそのまま使用し、他の部分はテナント物件とJR北海道労働組合函館地区本部（JR北労組）が使用していた。旧駅舎は一時期、アーク（JRの物販部門）や地元スーパーの改築時に仮店舗としても使用された。なお、江差線の道南いさりび鉄道への移管に伴い、旧駅舎のトイレ部は保安上の理由から閉鎖された為、駅南口にある七重浜住民センター「れいんぼー」（北斗市役所七重浜支所）のトイレを利用する様に案内される。
前述の通り旧駅舎は2017年12月頃に解体され、2019年4月には跡地に七重浜郵便局が移転した。
現在は自動券売機が設置されている無人駅だが、JR時代は五稜郭駅が管理してみどりの窓口（営業時間：8時40分 - 18時10分、日祝休業）が設置され、末期は北海道ジェイ・アール・サービスネットが駅業務を受託する業務委託駅だった。(早朝・夜間と日曜祝日は駅員が不在)
1984年（昭和59年）頃までは、駅の北西にあるコスモ石油函館物流基地（当時はアジア石油函館製油所）への専用線があり、当駅から石油の発送が行われていた。
釜谷駅と共に、国鉄時代から「車両がきれいに見える」撮影スポットとして有名な駅である。しかし、無断でホームから線路に降りて撮影をしたり、ホームの白線の外側に三脚を立てたり、運転手に向かってフラッシュをたいたりするなど撮影者のマナー違反が多く、道南いさりび鉄道は2016年（平成28年）8月10日から両駅のホーム数カ所に注意書きのポスターを掲示し、注意を促している。

### のりば
| のりば | 路線                | 方向 | 行先             |
| ------ | ------------------- | ---- | ---------------- |
| 1      | ■道南いさりび鉄道線 | 上り | 上磯・木古内方面 |
| 2      | ■道南いさりび鉄道線 | 下り | 函館方面         |

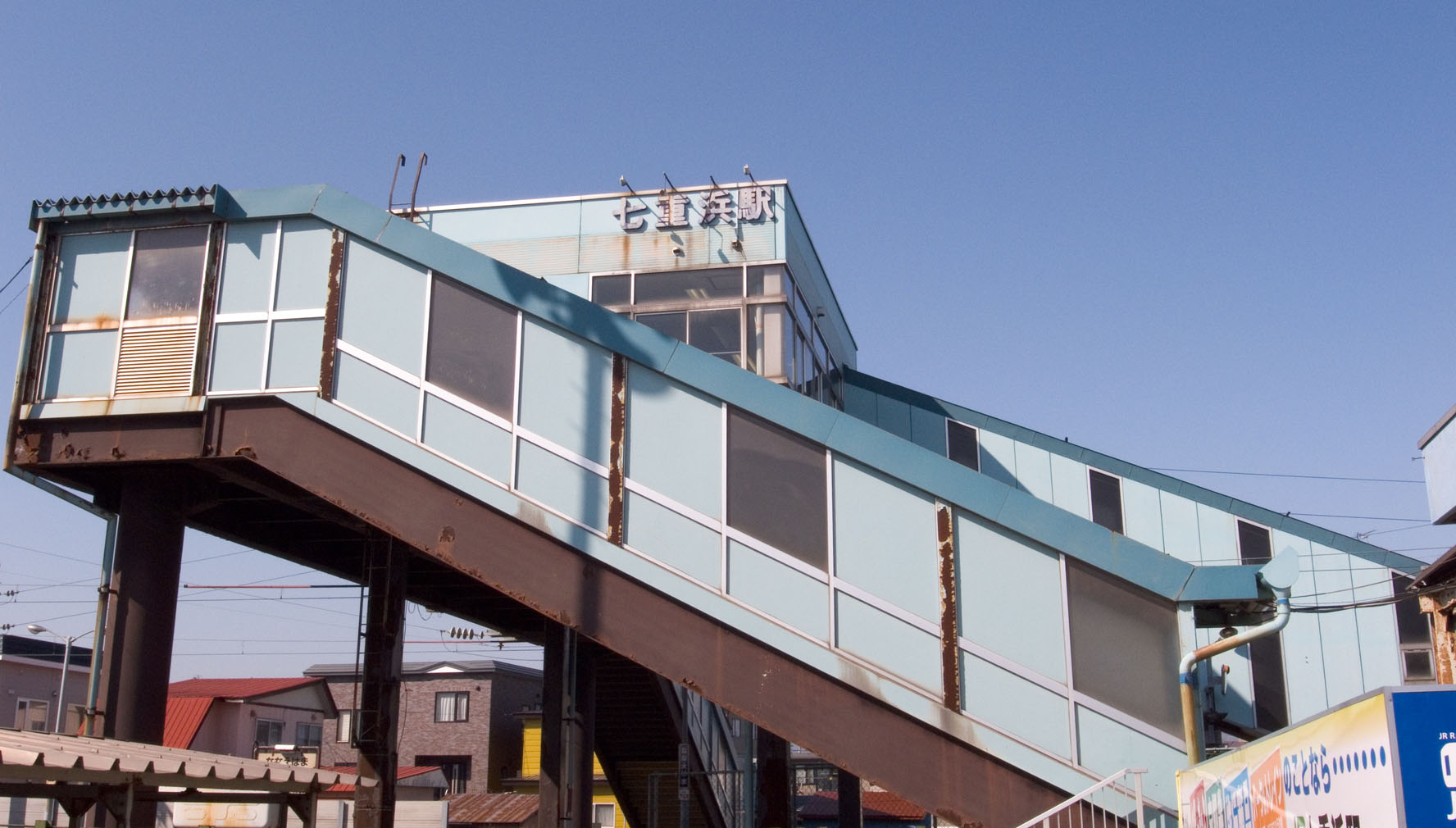
改修前の南口（JR時代、2009年5月）
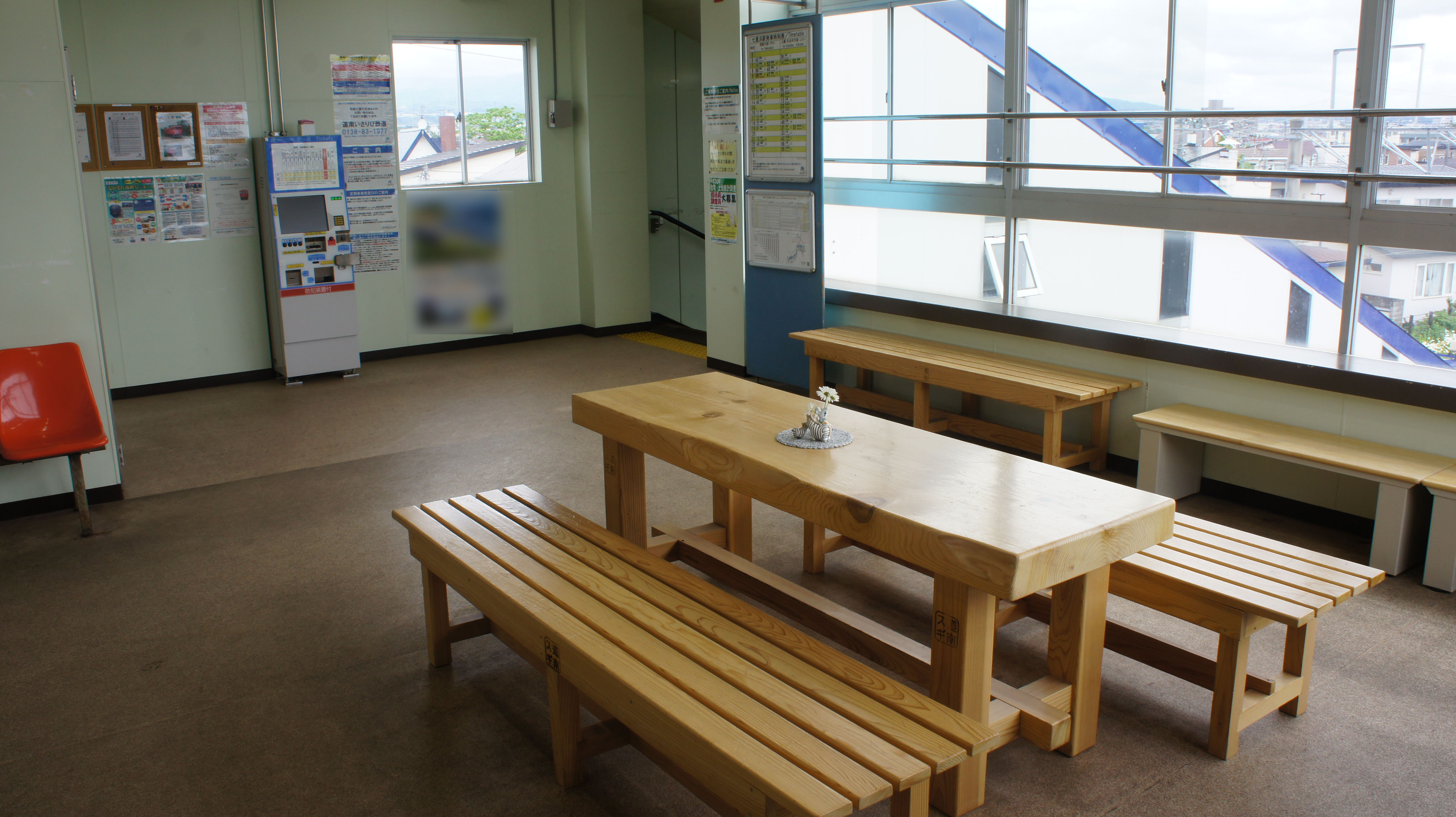
待合室（2018年6月）
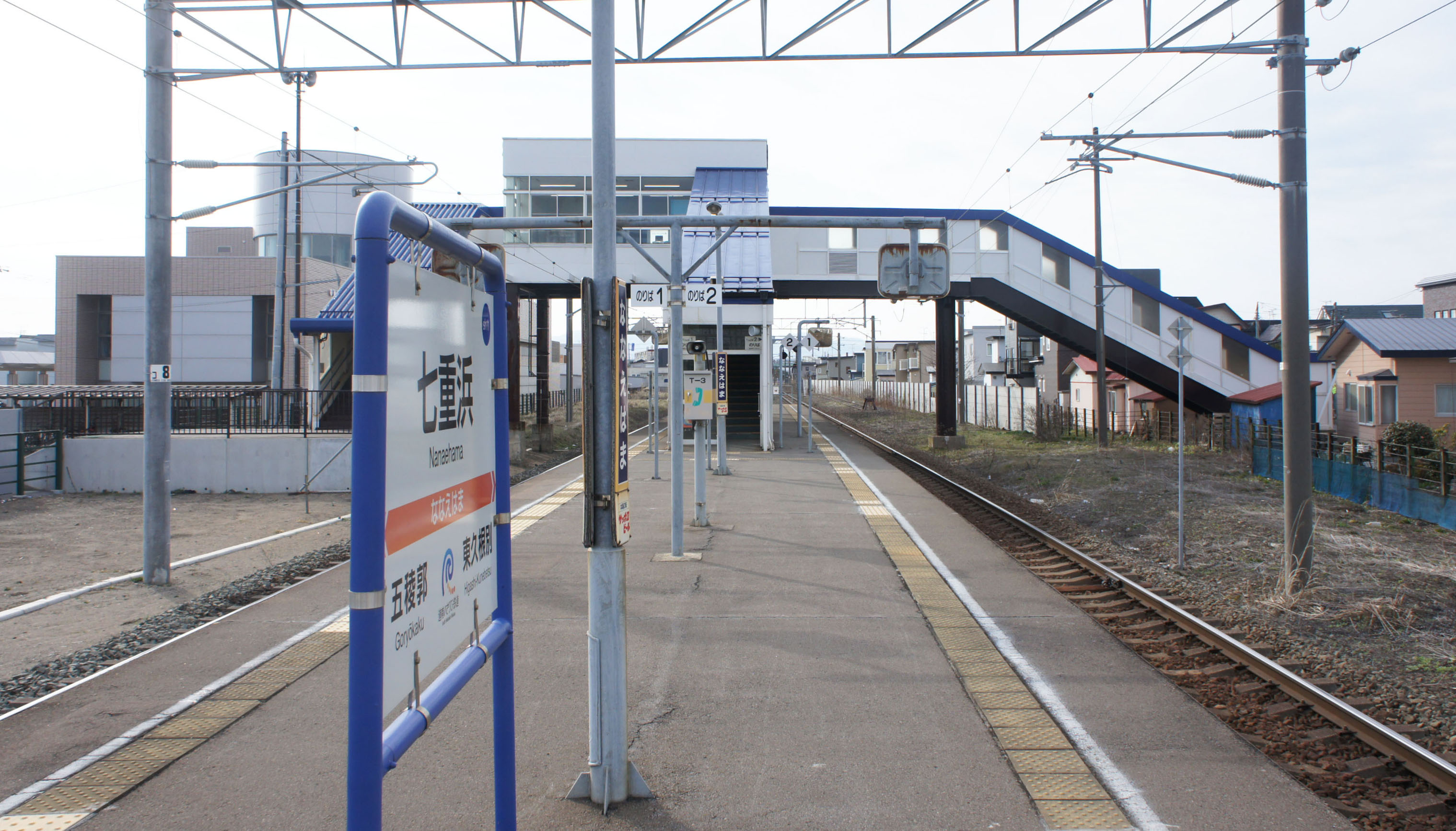
ホーム（2019年4月）
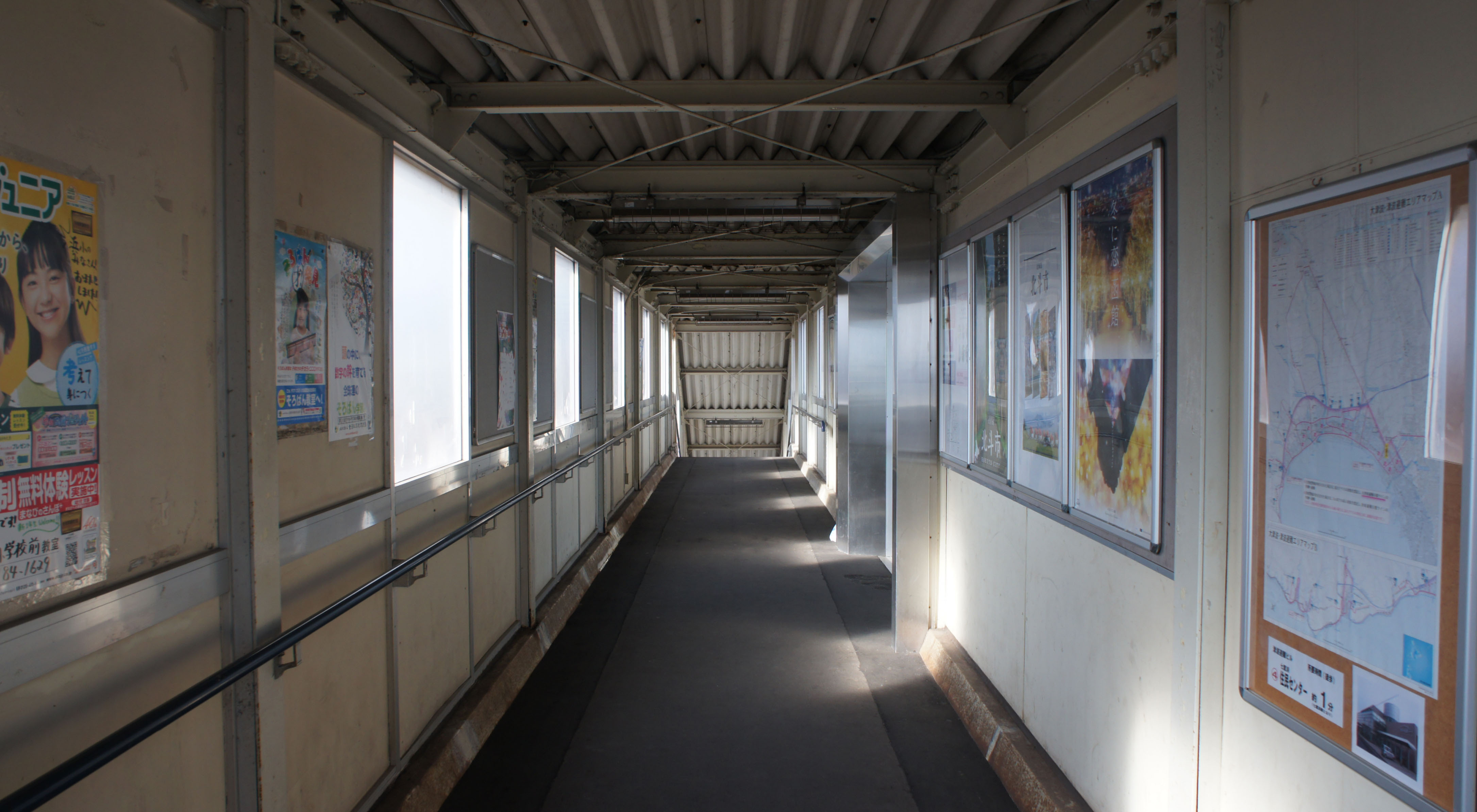
跨線橋（2019年4月）

## 駅周辺
駅西の海岸は洞爺丸事故で犠牲者が漂着した現場であり、慰霊碑がある。
- 北海道道1067号七重浜停車場線
- 国道227号・国道228号
- 函館江差自動車道北斗追分インターチェンジ
- 北斗市役所七重浜支所（七重浜住民センター「れいんぼー」）[2]
- 函館中央警察署七重浜交番
- 七重浜郵便局
- 道南うみ街信用金庫七重浜支店
- 青森みちのく銀行七重浜支店
- 新函館農業協同組合（JA新はこだて）七重浜支店
- 函館港（津軽海峡フェリーターミナル）
- 北海道函館水産高等学校[2]（待合室には学校新聞などを掲示する「函水瓦版」が設置されている[16]）
- スーパー魚長七重浜店
- 函館バス「七重浜駅通」停留所[17]
- Aiba函館港町
- イオン上磯店
- ドン・キホーテ函館七重浜店
- スーパーセンタートライアル上磯店
- 洞爺丸台風海難事故慰霊碑

## 隣の駅
道南いさりび鉄道
■道南いさりび鉄道線
東久根別駅 (sh10) - *新七重浜仮乗降場 - 七重浜駅 (sh11) - 五稜郭駅 (H74)
*打消線は廃駅